# 米尔恰·希蒙
米尔恰·希蒙（羅馬尼亞語：Mircea Șimon，1954年1月22日—），罗马尼亚男子拳击运动员。他曾代表罗马尼亚参加1976年夏季奥林匹克运动会拳击比赛，获得男子81公斤以上级银牌。